# فريد رينولدز
فريد رينولدز (بالإنجليزية: Fred Reynolds)‏ مواليد 20 أغسطس 1960 في لوفكين، هو لاعب كرة سلة أمريكي سابق. يبلغ طوله 6 قدم 6 بوصة (2.0 م). مثّل منتخب بلاده.

## الميداليات
| الميدالية | المسابقة                         |
| --------- | -------------------------------- |
| فضية      | بطولة كأس العالم لكرة السلة 1982 |

## روابط خارجية
- فريد رينولدز على موقع الاتحاد الدولي لكرة السلة (الإنجليزية)
- فريد رينولدز على موقع سبورتس رفرنس (الإنجليزية)
- فريد رينولدز على موقع كلية كرة السلة في سبورتس رفرنس.كوم (الإنجليزية)
- فريد رينولدز على موقع ريلجم (الإنجليزية)